# Simul iustus et peccator
Simul iustus et peccator (dt.: Zugleich gerecht und Sünder) ist eine Formulierung der Rechtfertigungslehre Martin Luthers.

## Einschlägige Formulierungen in Luthers Schriften
Die Gegenüberstellung der Begriffe „iustus“ (gerecht, Gerechter) einerseits und „peccator“ (Sünder) bzw. „peccat“ (sündigt) andererseits findet sich mehrfach in Luthers Schriften, und zwar – gemäß der Weimarer Ausgabe – in folgenden Formulierungen:
- „simul Iustus est et peccat“[1]
- „Quod simul Sancti, dum sunt Iusti, sunt peccatores“[2]
- „Semper peccator, semper penitens, semper Iustus.“[3]

## Der Grundgedanke
Der dahinterstehende Grundgedanke von Luther wird erstmals in seiner Römerbriefvorlesung von 1514/15, wo er Röm 4,7  auslegte, formuliert: Er erklärte, dass Heilige in ihrer eigenen Einschätzung immer Sünder seien und deshalb in Gottes Einschätzung gerechtfertigt würden. Heuchler hingegen seien in ihrer eigenen Einschätzung immer Gerechte, weshalb sie in Gottes Einschätzung immer sündig seien. Daraus zog Luther den Schluss, dass deshalb beide für Gott Gerechte und Sünder zugleich seien. Durch dieses simul iustus et peccator wollte Luther den Unterschied zwischen Heiligen und Heuchlern jedoch nicht aufheben, da nur die Heiligen, die ihre eigene Sünde erkennen, durch Gottes Gnade gerecht würden. Gerecht seien sie jedoch nur dadurch, dass Gott ihnen die Sünde nicht anrechnet und das Versprechen gegeben hat, sie endgültig von der Sünde zu befreien. Die Heiligen seien somit in ihrer Hoffnung gerecht, in Wirklichkeit aber weiterhin Sünder. Heuchlern dagegen sei von vornherein der Zugang zu Gottes Gerechtigkeit verwehrt, so dass sie wirklich nur in ihrer eigenen Wahrnehmung Gerechte seien.

## Hintergrund
Diese Lehre Luthers fußt auf der scholastischen Theologie, der er vorwirft, sie behaupte, dass durch Taufe und Buße sowohl Erbsünde als auch die aus Taten hervorgehende Sünde völlig vom Menschen weggenommen werden.